# Pokrok (výsypka)
Výsypka Pokrok je situována v okrese Teplice a nalézá se mezi městy: Duchcov, Osek, Lom a na jihu hraničí s lomem Bílina. Jedná se o vnější výsypku lomu Bílina.

## Historie
V místě výsypky se nacházela vesnice Hrdlovka a osada Hrdlovka-Nový Dvůr. Zakládání na výsypce trvalo celkem 28 let a bylo ukončeno v únoru 2010. Za celou dobu fungování výsypky zde bylo uloženo celkem 260 miliónů metrů krychlových skrývkových hmot. Další vytěžená skrývka je ukládána vnitřní výsypce lomu Bílina u elektrárny Ledvice.
Celá výsypka s rozlohou 717 hektarů byla vytvořena jediným zakladačem typu ZP 10 000/Z81. Dle domluvy okolních obcí a těžařské společnosti Severočeské doly vzniknou na výsypce plochy lesnických, zemědělských a drobných vodních rekultivací, stejně tak plochy pro podporu rozvoje biodiverzity a rekreaci.